# SMAD3
Smad3  (por su siglas en inglés Mothers Against Decantaplegic homolog, donde «decapentaplégico» se refiere a una proteína descubierta en moscas que es homóloga a la proteína morfogénica ósea humana), es uno de nueve miembros de la familia Smad, una proteína que, en los humanos, es codificado por el gen SMAD3.
Smad3 provoca una cadena de pasos (cascada de señalización o ruta del segundo mensajero) desde el factor de crecimiento transformante beta (TGF-beta) junto con el mediador común Smad4. Como es el caso con otros Smad, la Smad3 sirve de mediador en la vía de señalización del factor de crecimiento transformante-beta (TGF-beta), implicada en una gama de actividades biológicas que incluyen el crecimiento celular, la apoptosis y la diferenciación celular.
En vista de su función esencial en la vía de señalización del TGF-beta, SMAD3 se ha visto relacionado con crecimiento de tumores y en el desarrollo de varias formas de cáncer.

## Nomenclatura
La Smad3 pertenece a la familia de proteínas SMAD implicadas como reguladores de la expresión de múltiples vías de señalización celular. El nombre Smad deriva de la contracción del nombre de dos proteínas inicialmente identificadas en la Drosophila melanogaster (MAD o «Mothers against decantaplegic» y la expresión "mothers against" adicionada como un apunte de humor a la anécdota anglosajona que las madres usualmente forman organizaciones de protesta) y la proteína del nemátodo Caenorhabditis elegans (SMA o "small body size", que corresponde a genes mutados que alteran el tamaño corporal). Combinando las dos siglas Sma + Mad se obtine el de la proteína en cuestión: Smad, que es notoriamente homóloga a las anteriores.
Se ha descubierto que una mutación en el gen MAD de la Drosophila madre, reprime el gen decapentaplégico (dpp), en el embrión. Tales mutaciones Mad pueden ser colocadas en una serie alélica basada en la severidad relativa del efecto materno para neutralizar los débiles alelos dpp, explicándose con ello la alusión a las «Madres contra dpp».

## Gen
En el humano, el gen SMAD3 está localizado en el cromosoma 15 con ubicación sobre la banda citogenética 15q22.33, compuesto de 9 exones de más de 129,339 pares de bases. El gen se expresa en altos niveles en el músculo esquelético, células del endotelio, el corazón y la placenta.
La expresión del gen se ha asociado con las proteínas quinasas activadas por mitógenos (de la vía MAPK/ERK), en especial la MAP2K1. Las investigaciones de laboratorio han demostrado que la inhibición de las acciones del MEK1 inhibe la expresión del gen SMAD3 en células epiteliales y células del músculo liso, dos tipos de células altamente sensibles al factor de crecimiento transformante beta 1 (TGF-β1).

## Estructura
Smad3 es un polipéptido con un peso molecular de 48,080 daltons. Smad3 es una proteína regulada por la unión a un receptor específico (R-Smad) que modula señales de la activina e isoformas del TGF-beta.
Smad3 es transportada a los receptores de TGF-beta por medio de una proteína de anclaje de Smad para la activación del receptor (llamada, por sus siglas en inglés, SARA). Sara se ubica a nivel de la porción citosólica del receptor TGF-beta y de la Activina. La unión de alguno de los subgrupos de ligandos de la superfamilia TGF-β o de la vía de la activina sobre sus receptores extracelulares produce una señal por medio del cual Smad3 es fosforilada a nivel de un dominio rico en la secuencia Serina-Serina-Metionina-Serina (SSMS) en su extremo C-terminal, permitiendo la disociación de la proteína SARA y la subsecuente unión con el Smad4 formando complejos homodiméricos o heterodiméricos. La asociación con Smad4 es importante para la translocación de esta proteína al núcleo de célula, donde se une a promotores específicos en el ADN y forma un complejo de represión del proceso de transcripción junto con otros cofactores participando así en el control de la expresión génica.
El complejo Smad3/Smad4 se une directamente pero con baja afinidad al factor de transcripción SBE a nivel de su dominio de secuencia CAGAC. El complejo Smad3/Smad4 también es capaz de unirse a los elementos de respuesta TPA del promotor del gen, los cuales tienen un dominio con la secuencia TGAGTCAG.

## Funciones e interacciones

### Vía de señalización TGF-β/SMAD
Smad3 ejerce funciones como modulador transcripcional, unido al elemento de respuesta TRE ubicado en la región promotor de muchos genes regulados por el TGF-β. Tanto Smad3 como su contraparte, Smad4, puede formar complejos con c-Fos y c-jun en el sitio AP-1/Smad con la finalidad de regular la transcripción del TGF-β. Los genes regulados por la vía de señalización del TGF-beta bajo mediación de Smad3 afectan la diferenciación, crecimiento y muerte celular.
Se ha demostrado además que la vía de señalización TGF-β/Smad ejerce una función crítica en la expresión de los genes que controlan la diferenciación de células madre embrionarias. Algunos de los genes que afectan el desarrollo embrionario que son regulados por esta vía de señalización incluyen: FGF1, NGF y WNT11 así como genes en células madre o progenitoras CD34 y CXCR4. La actividad de esta vía reguladora de los estados celulares pluripotentes requiere al complejo TRIM33-SMAD2/3 de remodelación de la cromatina.

### TGF-β/SMAD3-represión inducida
Además de su acción sobre la disminución regulada de la expresión de los genes del TGF-β, Smad3 también induce la represión de genes específicos que contengan el elemento inhibitorio del TGF-β (TIE). Smad3 también juega un papel crítico en la represión de genes blanco inducidos por el mismo TGF-β, específicamente es requerido en la represión de c-myc. La represión transcripcional de c-myc es directamente dependiente a la unión de Smad3 a un elemento represivo Smad (RSBE), encontrado justo en el promotor TIE del c-myc. Este TIE del c-myc es un elemento compuesto por RSBE superpuesto en su secuencia y un sitio de consenso E2F, el cual puede unirse con Smad3, Smad4, E2F4, y p107.

## Importancia clínica

### Enfermedades
El aumento de la actividad celular de Smad3 ha sido asociada con la patogénesis de la esclerodermia. La activación de Smad3 está implicada en la patogénesis de la fibrosis renal, probablemente al inducir la activación de fibroblastos derivados de la medula ásea.
Smad3 es también un regulador multifacético en la fisiología del tejido adiposo y la patogénesis de la obesidad y la diabetes mellitus tipo 2. Los ratones con desactivación de los genes de Smad3 tienen un nivel disminuido de adiposidad, una mayor tolerancia a la glucosa y una mejorada sensibilidad a la insulina. A pesar de que igualmente presentan con actividad física reducida que surge como consecuencia de atrofia muscular, estos ratones con Smad3 inactivadoes son resistentes a la obesidad inducida por dietas altas en grasas. Los ratones con los genes SMAD3 bloqueados son un modelo animal legítimo del síndrome humano de aneurismas y osteoartritis (AOS), también conocida como síndrome de Loeys-Dietz (tipo 3). La deficiencia en Smad3 promueve la aparición de aneurismas aórticos inflamatorios ratones inyectados con angiotensina 2 vía la activación de la óxido nítrico sintasa (iNOS). Cuando se agotan los macrófagos y se inhibe la actividad de la iNOS, se inhiben la aparición de aneurismas aórtica relacionados con la mutación del gen SMAD3.

### Cáncer
La actividad de Smad3 en el control de genes implicados en el destino celular, como la diferenciación, crecimiento y muerte celular, implica que una alteración o represión de su actividad puede conducir a la formación o desarrollo de cáncer. Varios estudios han demostrado la función de oncogén y supresor tumoral que tiene la vía de señalización del TGF-beta en la carcinogénesis.
Una manera de reprimir la función de activador transcripcional de SMAD3, es por medio de la acción del gen EVI-1. EVI-1 codifica una proteína tipo «dedo de zinc» implicado en la transformación leucémica de células hematopoyéticas. El dominio «dedo de zinc» del EVI-1 interacciona con Smad3, suprimiendo así la actividad transcripcional de Smad3. Se piensa que el EVI-1 pueda ser capaz de promover el crecimiento celular y bloquear la diferenciación en algunos tipos de células al reprimir las señales del TGF-β y antagonizando los efectos inhibitorios sobre el crecimiento celular por parte del TGF-β.

#### Cáncer de próstata
La influencia de Smad3 en el cáncer de próstata está relacionado con el control de la expresión de moléculas exangiogénicas a nivel de la vascularization del tumor y en la inhibición del ciclo celular en los tumores en crecimiento. El crecimiento progresivo de las metástasis y tumores primarios en el cáncer de próstata depende de un suministro de sangre adecuado proporcionado por la angiogenesis del tumor. En estudios que se analizaron los niveles de expresión de Smad3 en líneas celulares de cáncer de próstata se demostró que dos líneas celulares, una independiente de andrógeno y otra con receptores andrógenos inactivados (PC-3MM2 y DU145) producían altos niveles de expresión de Smad3. Análisis de la relación entre Smad3 y el control de moléculas angiogénicas sugieren que Smad3 puede ser uno de los componentes claves en la supresión del punto crítico del inicio de la angiogenesis en cáncer de próstata.
El gen transformador del tumor pituitario tipo 1 (PTTG1) ha mostrado también un impacto en la señalización del TGFβ mediado por Smad3. El PTTG1 ha estado asociado con varias células cancerígenas que incluyen a las células de cáncer de la próstata. Estudios han mostrado que la sobreexpresión del PTTG1 induce una disminución en la expresión de Smad3, promoviendo la proliferación de células cancerígenas de la próstata vía inhibición de Smad3.

#### Cáncer colorrectal
En ratones, la mutación en Smad3 ha sido asociada a la aparición de adenocarcinoma colorrectal, así como un aumentó en la inflamación sistémica y una acelerada curación de heridas. Varios estudios han demostrado que las mutaciones en el gen SMAD3 promueve la aparición de cáncer colorrectal en ratones. Por otra parte, la actividad alterada de Smad3 está asociada a la inflamación crónica y, mutaciones somáticas contribuye al desarrollo de colitis crónica.
Estos resultados generados en ratones han ayudado a identificar al Smad3 como un posible factor en el desarrollo del cáncer colorrectal en humanos. El impacto de Smad3 también ha sido analizado en líneas humanas de células de cáncer colorrectal, utilizando análisis de polimorfismo de nucleótido simple (SNP). Los resultados mostraron reducciones en la actividad transcripcional de Smad3 y la formación de complejos Smad2-Smad4, presentando las funciones críticas de estas tres proteínas dentro de la vía de señalización del TGF-β y el impacto de esta vía en la aparición del cáncer colorrectal.

#### Cáncer de seno
La transcripción de Smad3 bajo dirección del TGF-β se ha relacionado con metástasis de hueso del cáncer de mama primario, mayormente por sus efectos sobre la angiogénesis tumoral, y los eventos de la transición epitelio-mesénquima (EMT). Se han identificado varias moléculas que actúan a nivel de la vía de señalización TGF-β/SMAD, haciendo efecto principalmente sobre el complejo Smad2/3, los cuales tienen asociación con el desarrollo del cáncer de mama.
La molécula FOXM1 (forkhead box M1) se une con Smad3 para mantener la activación del complejo Smad3/Smad4 a nivel del núcleo celular. El hallazgo de la FOXM1 sugirió que este previene la unión de Smad3 al corregulador de la transcripción llamado proteína ligasa del factor de transcripción intermediario 1-gama (TIF1-γ) y la subsecuente monoubicuitinazión del smad4, el cual es el que estabiliza al complejo Smad3/Smad4. La FOXM1 juega un papel clave en la función del complejo Smad3/Smad4, promoviendo la actividad de modulador transcripcional de Smad3. También es de gran importancia en la efectividad de las acciones del complejo Smad3/Smad4. Basado en la importancia de esta molécula, estudios han encontrado que la FOXM1 se ve sumamente sobreexpresada en tejidos altamente agresivos del cáncer de mama. Los resultados de estos estudios también demostraron que la interacción FOXM1/Smad3 es requerida para la metástasis de cáncer de mama inducido por TGF-β, el cual está directamente ligado al aumento de la regulación del factor de transmisión SLUG dependiente de Smad3/Smad4.
Por otro lado, la molécula MED15 que ejerce funciones de mediador, promueve la actividad de la señalización TGF-β/Smad. La deficiencia de esta molécula atenúa la actividad de la vía de señalización TGF-β/Smad sobre los genes requeridos para la inducción de la EMT en el cáncer. La acción de la MED15 está asociada a la fosforilación del complejo Smad2/3. La eliminación del gen MED15 reduce la cantidad de Smad3 que son fosforilados, por lo que reduce su actividad como modulador de la transcripción. Sin embargo, en tejidos experimentales de cáncer de mama, la MED15 está también altamente expresada, lo que correlaciona con una señalización exagerada del TGF-β, indicado por la presencia de fosforilación sobre Smad3. Los estudios sugieren que la MED15 aumenta el potencial metastásico de una línea celular de cáncer de pecho por medio de un aumento en la EMT inducida por TGF-β.